# Gorsty Knoll
Gorsty Knoll – osada w Anglii, w hrabstwie Gloucestershire, w dystrykcie Forest of Dean. Leży 27 km na zachód od miasta Gloucester i 174 km na zachód od Londynu.